# Leonor de Ovando
Leonor de Ovando (Santo Domingo, 1544) fue una escritora y monja dominica. Es reconocida por ser una de las primeras poetisas dominicanas y del Nuevo Mundo.

## Biografía
En 1554 tomó los hábitos. Perteneció a la comunidad del convento de clausura Regina Angelorum, siendo una de las primeras monjas del establecimiento religioso, de la que llegó a ser priora. En 1586, el convento fue destruido por Francis Drake, lo que obligó a la congregación a refugiarse en el campo, y resultó en la pérdida de parte de la producción literaria de Ovando.  Fue acusada de «injerencia en asuntos no religiosos» por sus quejas al rey ante los abusos cometidos en la isla por el Gobernador Osorio.
La fecha de defunción de Ovando es incierta, probablemente muriese entre 1610 y 1615 según diversas fuentes.
Actualmente, existe una calle nombrada en su honor en Santo Domingo.

## Obra
Cinco de sus sonetos y algunos versos sueltos, escritos entre 1574 y 1580, se han conservado en la antología de Silva de poesía, compilado por Eugenio de Salazar en los años 1585 a 1595 y conservado en la Real Academia de la Historia. Esta producción literaria fue descubierta por el crítico literario español Marcelino Menéndez Pelayo y descrita en su Antología de poetas hispano-americanos. Las composiciones fueron fruto de la correspondencia entre ambos. Cuatro de los cinco sonetos corresponde a diversas fiestas del calendario católico: Navidad, Pascua de Reyes, Pascua de Resurrección y Pascua de Pentecostés..